# 1395년

## 연호
- 명(明) 홍무(洪武) 28년
- 일본(日本) 오에이(応永) 2년
- 쩐 왕조(陳朝) 꽝타이(光泰) 8년

## 기년
- 명(明) 태조 홍무제(太祖 洪武帝) 28년
- 조선(朝鮮) 태조(太祖) 4년
- 쩐 왕조(陳朝) 순종(順宗) 8년

## 사건
- 정도전, 정총 등이 《고려사》를 펴냄
- 한양의 이름을 한성으로 바꿈
- 경복궁을 완공함

## 탄생
- 월일 미상 - 조선의 강석덕(姜碩德)·신윤(辛昀)·이인손(李仁孫)

## 사망
- 음력 1월 9일 - 조선의 예조전서(禮曹典書) 조영규(趙英珪)
- 음력 1월 23일 - 조선의 검교판중추원사(檢校判中樞院事) 변옥란(卞玉蘭)
- 음력 2월 13일 - 조선의 검교시중(檢校侍中) 남을번(南乙蕃)
- 음력 2월 17일 - 조선의 지중추원사(知中樞院事) 조기(趙琦)
- 음력 3월 9일 - 조선의 상산군(商山君) 이민도(李敏道)
- 음력 4월 2일 - 조선의 평양윤(平壤尹) 경의(慶儀)
- 음력 4월 19일 - 조선의 검교참찬문하부사(檢校參贊門下府事) 최무선(崔茂宣)
- 음력 10월 11일 - 조선의 남양백(南陽伯) 홍영통(洪永通)